# Twixt
Twixt es un largometraje de terror escrito y dirigido por Francis Ford Coppola y protagonizado por Val Kilmer y Elle Fanning. Ha sido expuesto en diversos festivales de cine. "TWIXT" es una palabra usual del inglés, una abreviatura común de "BETWIXT". Según el diccionario, "betwixt" y "between", ni una cosa ni la otra, ocupando la posición central o una posición indeterminada. 

## Sinopsis
La película sigue a Hall Baltimore, un escritor sin suerte que se especializa en novelas basadas en la caza de brujas. En una firma de libros, se le acerca el sheriff Bobby LaGrange, un admirador excéntrico con dos solicitudes: que Hall lea su último trabajo y que también lo acompañe a la morgue para ver el cuerpo de una víctima de asesinato reciente, ya que Bobby cree que es sería una gran historia. Hall acepta a regañadientes, y en la morgue se entera de que la persona fue asesinada por un asesino en serie. A pesar de las ofertas de Bobby, Hall opta por no mirar a la víctima a la cara. En la cafetería se entera de un hotel local que alguna vez albergó a Edgar Allan Poe. Esto, junto con los asesinatos y varias otras características extrañas de la ciudad, lleva a Hall a anunciarle a su esposa, Denise, que quiere escribir un artículo basado en la ciudad.
Después de quedarse dormido, se muestra a Hall deambulando por una versión de ensueño de la ciudad, donde conoce a Virginia, a quien apodan "Vampira" debido a sus extraños dientes y aparatos ortopédicos. V le dice a Hall que es fanática de su trabajo, pero que no pudo asistir a la firma debido a que la torre del reloj de la ciudad siempre da siete horas diferentes en conflicto. Hall intenta persuadir a V para que se reúna con él en el hotel para tomar un refresco, pero ella se niega a entrar al alojamiento. A pesar de esto, Hall ingresa al hotel y descubre que está dirigido por una pareja extraña y excéntrica que habla sobre el horario de verano y la historia de asesinatos de la ciudad. V aparece en la ventana, solo para que la dueña del hotel la ahuyente. V la muerde, lo que hace que Hall salga corriendo detrás de V y la encuentra amenazando a un sacerdote diciendo que "sabía lo que [él] hacía". Hall continúa siguiendo a V y se encuentra con Edgar Allan Poe, quien lo guía de regreso a la ciudad.
A la mañana siguiente, Hall se despierta e, inspirado, decide que le gustaría colaborar con Bobby en la historia que propone, que se centraría en los vampiros. Bobby invita a Hall a su casa, que contiene un modelo en miniatura de una máquina que clavaría una estaca en el corazón de un vampiro. Se le informa a Hall que Bobby cree que la máquina sería buena en la historia, que quiere llamar The Vampire Executions. A pesar de la aportación de Bobby, Hall se enfrenta al bloqueo del escritor y acepta varias pastillas para dormir de Bobby con la esperanza de encontrar más inspiración en sus sueños. Hall logra ingresar una vez más a la versión soñada de la ciudad, donde se encuentra nuevamente con Poe. Una serie de visiones implican que V fue abusado sexualmente por el sacerdote de la ciudad, que acoge a los huérfanos por temor a que se unan a Flamingo, líder de la gente al otro lado del lago, que se cree que son vampiros. En el mundo de vigilia, el mundo de Hall comienza a desmoronarse a medida que varios sucesos extraños comienzan a reflejar las experiencias que tuvo en el mundo de los sueños, como cuando Bobby habla sobre cómo cree que las personas que se reúnen en el lago de la ciudad son "malvadas" y "lo piden". . Esto hace que Hall mire de manera extraña a Bobby, quien deja inconsciente a Hall.
En el mundo de los sueños, Hall se entera de que el sacerdote había drogado y asesinado a todas las personas para evitar que se unieran a Flamingo en el lago. V logró sobrevivir brevemente, pero fue perseguido y asesinado por el sacerdote. Avergonzado de sus acciones, el sacerdote se ahorca. Hall se da cuenta de que su bloqueo de escritor es el resultado de una forma de culpa por la muerte de su hija en un accidente de navegación, ya que él estaba demasiado borracho para acompañarla esa mañana. Trabajando a través de sus emociones, Hall escribe una historia en la que V sobrevive a los ataques del sacerdote y es rescatado por Flamingo. Hall se despierta en su habitación y descubre que Bobby se ha ido. Va a la oficina del alguacil, solo para descubrir que el agente ha sido asesinado y que Bobby se ha ahorcado, dejando una nota que dice "Culpable". Molesto, Hall baja a la morgue para mirar el rostro de la víctima del asesinato, solo para descubrir que es el cuerpo de V y que había sido empalada con una estaca. Hall quita la estaca de su pecho, momento en el que V se despierta y lo ataca con un nuevo juego de colmillos alargados.
Luego, la pantalla muestra al editor de Hall, Sam Malkin, que escribe un nuevo manuscrito y le dice a Baltimore que le encanta la historia (lo que implica que todo, desde la primera secuencia del sueño hasta este punto, ha sido el manuscrito en sí) y ve una serie completamente nueva por delante para Baltimore que lo hará más popular que nunca. El texto posterior a la película revela que la serie fue moderadamente popular, el asesinato de LaGrange nunca se resolvió y nunca se volvió a ver o saber de Flamingo.

## Elenco
- Val Kilmer como Hall Baltimore.
- Elle Fanning como V.
- Joanne Whalley como Denise.
- Bruce Dern como Bobby LaGrange.
- Ben Chaplin como Edgar Allan Poe.
- Don Novello como Melvin.
- David Paymer como Sam Malkin.
- Alden Ehrenreich como Flamingo.
- Lisa Biales como Ruth.[2]
- Anthony Fusco como el padre Allan Floyd.
- Ryan Simpkins como Carolyne.
- Lucas Rice Jordan como P. J.
- Bruce A. Miroglio como el diputado Arbus.
- Tom Waits narrador.[3]

## Producción

### Desarrollo
En una entrevista concedida al The New York Times, Coppola discutió sobre los orígenes del largometraje, afirmó haberse inspirado en "un sueño que tuvo el año pasado, más bien una pesadilla" y que "parecía contener el ingenio de Hawthorne o Poe." Continuo diciendo: